# 布鲁克林区
布魯克林（當地華裔又称布碌崙或布祿崙，源自荷蘭語「Breuckelen」（布勒克倫），意即湖沼）为美国纽约市的五個行政區之一，也就是纽约州的「國王县」（Kings County），也译作“金斯县”，为纽约州人口最多的县份。布魯克林位於曼哈頓東南部，東連皇后區。在纽约市五大區中，为人口最多的一區，有250萬居民。若將每個行政區劃為一座城市，單以人口比較，布魯克林將为美國第三大城，次於洛杉磯和芝加哥。
布魯克林市是一座獨立法人城市（以前是紐約州憲法規定的授權鎮），直到1898年1月1日。1898年，布魯克林根據《大紐約憲章》與其他城市，行政區和縣合併，形成了現代的紐約市。布魯克林的官方座右銘是自治市鎮的印章和旗幟上的Eendraght Maeckt Maght，該詞源於早期的現代荷蘭語。
布魯克林在19世紀時有許多暱稱，其中有「樹之城」（City of Trees）、「家之城」（City of Homes）和「教堂之城」（City of Churches），今日則綜合稱為「家與教會的自治市」（Borough of Homes and Churches）。朱利安尼擔任紐約市長之後，治安大為改善，居住環境逐漸變好。21世紀的第一個十年，布魯克林出現了房價急劇上漲的情況。自2010年代以來，布魯克林已發展成為繁榮的企業家中心，也是高科技初創公司和後現代藝術設計中心。
| 紐約的五個行政區概觀 | 紐約的五個行政區概觀 | 紐約的五個行政區概觀 | 紐約的五個行政區概觀 | 紐約的五個行政區概觀 | 紐約的五個行政區概觀 | 紐約的五個行政區概觀 | 紐約的五個行政區概觀 | 紐約的五個行政區概觀 |
| 轄區                 | 轄區                 | 人口總量             | 土地面積             | 土地面積             | 人口密度             | 人口密度             | GDP                  |                      |
| 區                   | 縣                   | 人口普查 (2020)      | 平方英里             | 平方千米             | 人/ 平方英里         | 人/ 平方千米         | 十億 (2022 US$) 2    |                      |
| -------------------- | -------------------- | -------------------- | -------------------- | -------------------- | -------------------- | -------------------- | -------------------- | -------------------- |
| 布朗克斯             | Bronx                | 1,472,654            | 42.2                 | 109.2                | 34,920               | 13,482               | 51.574               |                      |
| 布魯克林             | Kings                | 2,736,074            | 69.4                 | 179.7                | 39,438               | 15,227               | 125.867              |                      |
| 曼哈頓               | New York             | 1,694,251            | 22.7                 | 58.7                 | 74,781               | 28,872               | 885.652              |                      |
| 皇后                 | Queens               | 2,405,464            | 108.7                | 281.6                | 22,125               | 8,542                | 122.288              |                      |
| 史泰登島             | Richmond             | 495,747              | 57.5                 | 149.0                | 8,618                | 3,327                | 21.103               |                      |
| 紐約市               | 紐約市               | 8,804,190            | 300.5                | 778.2                | 29,303               | 11,314               | 1,206.484            |                      |
| 紐約州               | 紐約州               | 20,201,249           | 47,123.6             | 122,049.5            | 429                  | 166                  | 2,163.209            |                      |
| 來源：               |                      |                      |                      |                      |                      |                      |                      |                      |

## 簡史
由荷蘭人首先住在此，一開始只有六個荷蘭小村莊建在東河邊，並有小荷蘭的稱呼。在1664年成爲紐約屬地的一部份，1898年正式劃入紐約市，成爲五大區之一。原名是荷蘭文，此命名早於同名的荷蘭布勒克倫。

## 地標
布魯克林著名的地標為布魯克林大橋。此外，全美最著名的起士蛋糕店「Junior's」也位於布魯克林。美國著名導演伍迪·艾倫也住在布魯克林。

## 公園與其他景點

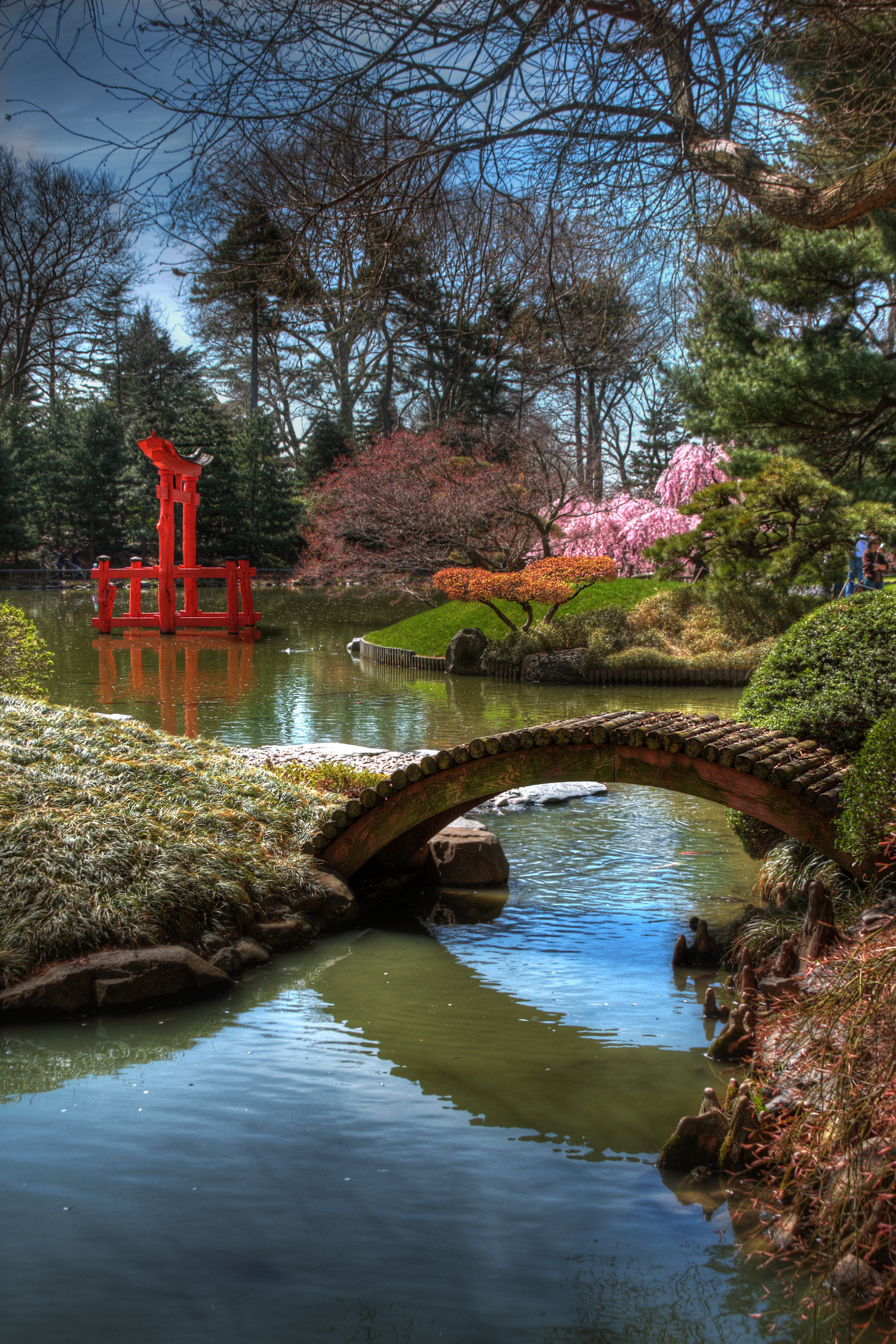
布魯克林植物園中的日式庭園

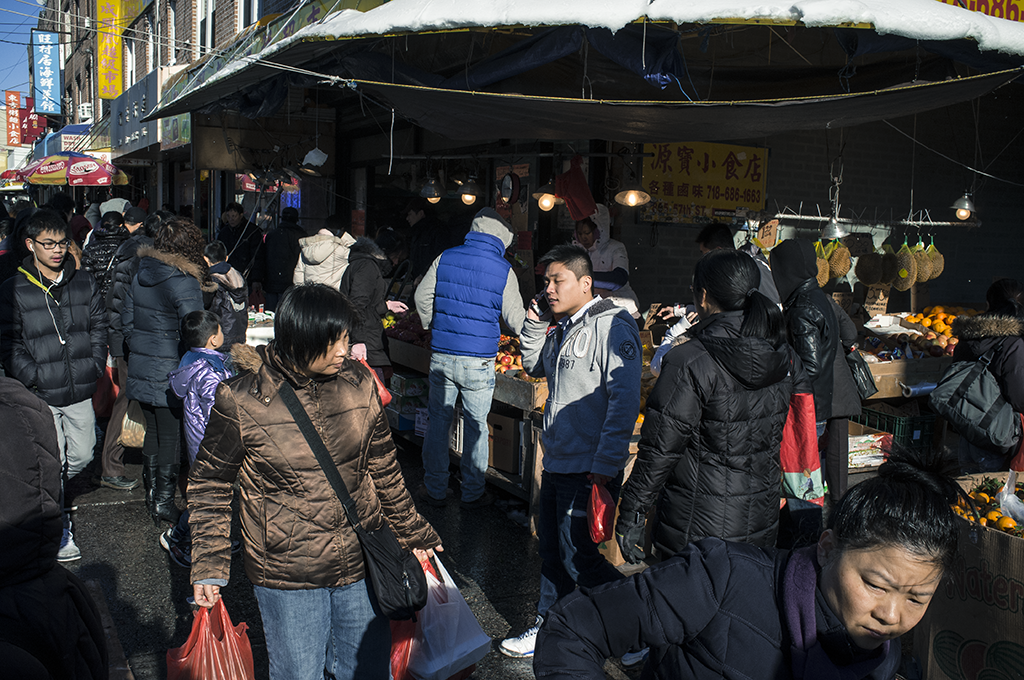
布鲁克林华埠，纽约。

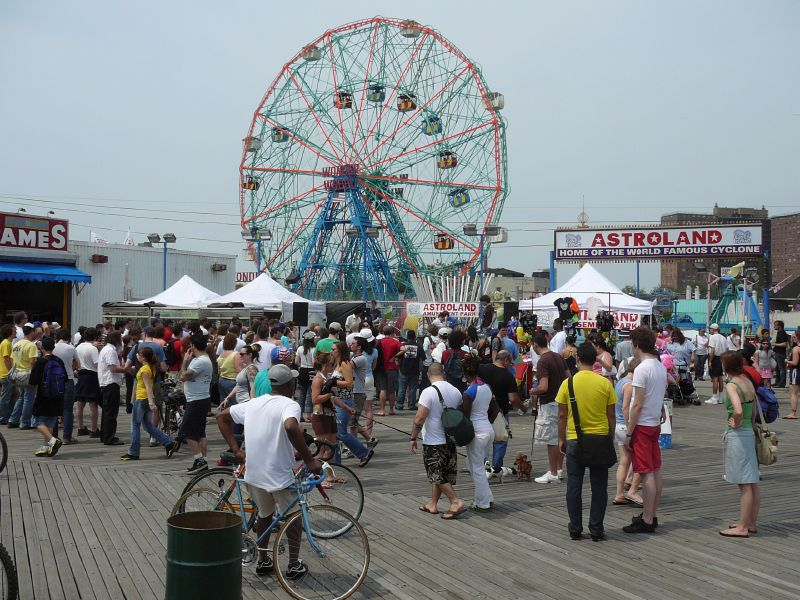
康尼島上的Astroland

- 布鲁克林大桥公园：一个欣赏曼哈顿下城天际线的好地方，由包括1号码头在内的众多旧码头和毗邻地区改造而成，拥有足球场和篮球场等体育设施。每年的夏秋季节有皮划艇活动，不定期有露天电影活动等。
- 灯波区（DUMBO）：紧邻布鲁克林大桥公园的新兴区域，由以前的大量厂房改造而来。厂房和曼哈顿大桥一同构成独特的景观，吸引了大量游客。
- 布魯克林植物園：佔地約52英畝，位於展望公園旁，植物園內有著櫻桃樹廣場、一英畝的玫瑰花園、日式庭園、香氛花園、水蓮池廣場、數座溫室、一座岩石庭園、當地花卉庭園、盆景庭園以及適合兒童的花園和相關展覽。
- 康尼島：最後在1990年代作為兒童遊戲場而進行開發，之後成為美國最早的遊樂園之一，吸引了許多來自紐約各地的人潮。其中1927年建造的暴風雲霄飛車（Coney Island Cyclone）已被登錄在美國國家史蹟名錄中。1920年落成的驚奇摩天輪（Wonder Wheel）和其他遊樂設施至今仍然在Astroland（英语：Astroland）中運轉著。柯尼島之後在1970年代開始進入衰退，直到近年開始進行了一連串復興改造計劃：包括在2010年開幕的月神公園（Luna Park）。[5]
- 展望公園是一座位於布魯克林中央的大型公園，占地約585英畝。[6]展望公園是由曾打造曼哈頓中央公園的費德列克·洛·奥姆斯特德（Frederick Law Olmsted）和卡維特·法斯（Calvert Vaux）設計規劃。景點包括一個90英畝的大草坪「長型草地」（Long Meadow）、一座設有辦公室和能容納175人進行活動的「野餐亭」（Picnic House）。「李奇費德莊園」（Litchfield Villa）是早期當地開拓者愛德溫·克拉克·李奇費德（Edwin Clark Litchfield）的故居，他也是公園南側土地的擁有者。展望公園動物園（英语：Prospect Park Zoo）是一座由国际野生生物保护学会管理的大型生態保護區。公園內還有布魯克林區內的唯一一座湖泊，面積約為60英畝，在湖泊旁的「船屋」（Boathouse）目前用來作為遊客中心使用，也是第一座城市裡的奥杜邦中心。[7]展望公園舞台（Prospect Park Bandshell）經常在夏季舉行免費的戶外演唱會，公園內也經常有運動與健身活動在進行，其中設有七座棒球場地。展望公園也在每年會舉辦十分受到歡迎的萬聖節遊行。

### 體育

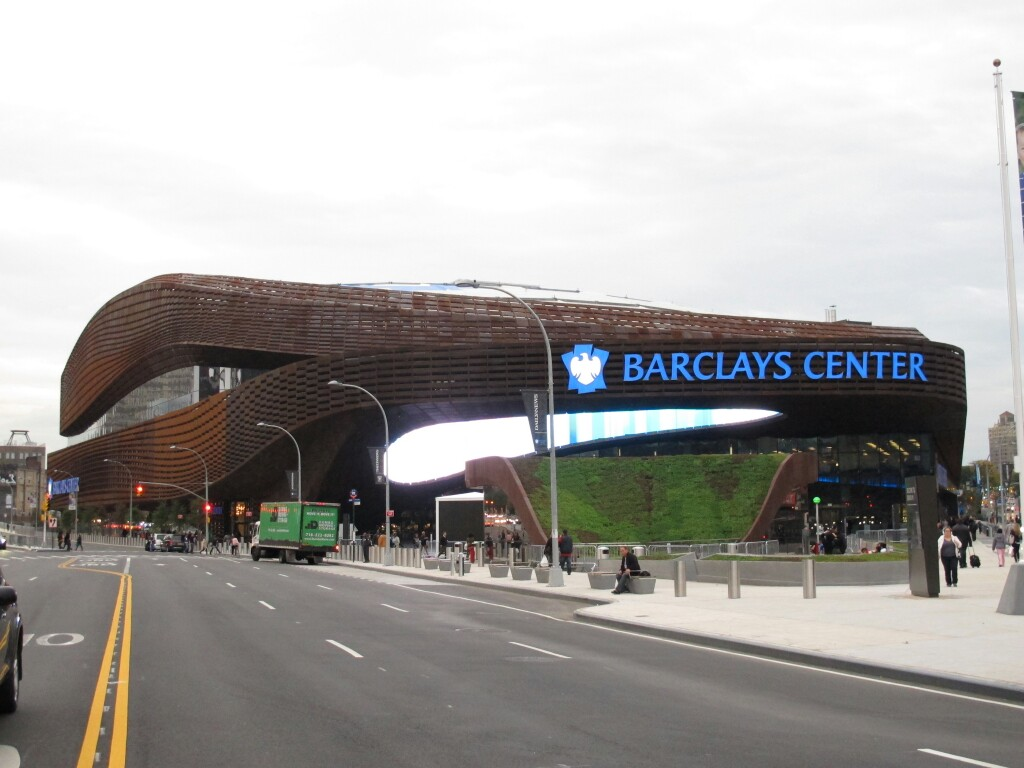
位於展望高地的巴克萊中心，是布魯克林主要的聯盟體育館

在1850年代時，布魯克林曾是許多傑出的棒球俱樂部的所在地，國家職業棒球員協會的16個成員中有八個來自布魯克林，包括大西洋隊（Atlantics）、艾克福德隊（Eckfords）和精進隊（Excelsiors），他們主宰了1860年代大部份時候的賽場。其中原在國家協會的布魯克林大西洋隊，於1884年轉至甫成立3年的美國協會，此時隊名為布魯克林新郎隊，1889年球季獲得了美國協會的冠軍。於1890年轉到國家聯盟後，同年球季奪得國聯冠軍，1932年更名為較為人所熟知的「布魯克林道奇隊」（1911年至1912年球季也曾叫這隊名）。1958年時，布魯克林道奇隊遷到洛杉磯，也更名為「洛杉磯道奇隊」。
現今，布魯克林的主要專業運動代表隊是NBA的布魯克林籃網隊。籃網隊在2012年搬遷至布魯克林，主場球館是位於展望高地的巴克萊中心。籃網在之前是先後隸屬於長島與紐澤西。NHL的紐約島人隊目前的主場館是位於長島的納蘇競技場，島人隊預計從2015年開始使用巴克萊中心作為主場（但依舊維持現有的球隊名稱），將會成為布魯克林第二支專業運動代表隊。
許多著名的體育選手也來自布魯克林，包括美式足球隊員文斯·蘭巴迪（Vince Lombardi）、拳王麥克·泰森、大聯盟選手喬·托瑞和網球選手维塔斯·格鲁莱蒂斯（Vitas Gerulaitis）。籃球界的傳奇球星麥可·喬丹也是在布魯克林出生。

## 交通運輸
布魯克林區內有著廣大的大眾運輸系統。共有八條紐約地鐵路線穿越布魯克林，包括法蘭克林大道接駁線在內，92.8%的當地居民透過地鐵往來於布魯克林和曼哈頓之間。布魯克林區內有170座地鐵車站，重要的車站包括亞特蘭提大道－巴克萊中心、百老匯聯運、德卡大道、傑街－都會科技、和科尼島－斯提威爾大道。
整個布魯克林區都有巴士行經，此外每天也有數班開往曼哈頓的快速巴士服務。紐約市著名的黃色計程車也在布魯克林區內行駛，但數量較少。同时绿色出租车在该区运营。布魯克林共有三座通勤鐵路車站：東紐約、諾斯全大道，以及亞特蘭提轉運站。轉運站位於亞特蘭提大道－巴克萊中心地鐵站旁，共有10條地鐵路線在此交匯。
大多數的快速道路和公園道路位於布魯克林的西區和南區。這些道路包括展望快速道路、紐約州27號道路、環狀公園道路和傑克·羅賓森公園道路。布魯克林的主要交通幹道包括大西洋大道、第四大道、86街、國王高速公路（Kings Highway）、海灣公園道路（Bay Parkway）、海洋公園道路（Ocean Parkway）、東方公園道路（Eastern Parkway）、林登大道（Linden Boulevard）、麥金尼斯大道（McGuiness Boulevard）、弗萊布許大道（Flatbush Avenue）、宾夕法尼亚大道（Pennsylvania Avenue）和貝德福大道（Bedford Avenue）。
大多數的布魯克林區域都是以英文字詞命名街道，但在部分區域則有以數字編號的街道。

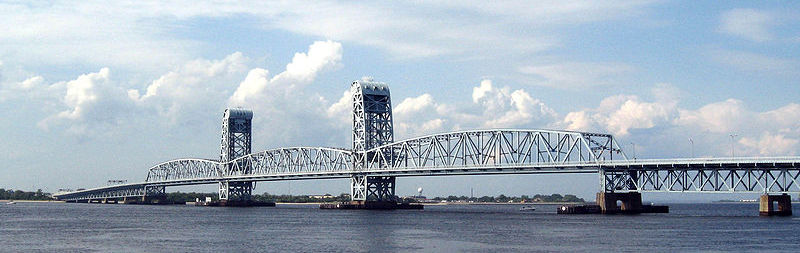
海洋公園道路大橋（Marine Parkway Bridge）

布魯克林和曼哈頓之間以三座橋梁與一條車行隧道連接，分別是布魯克林大橋、曼哈頓大橋、威廉斯堡大橋和布魯克林-砲台公園隧道。此外也有數條地鐵隧道貫穿地下。韋拉札諾海峽大橋則連結了布魯克林及郊區風情的史坦頓島。雖然布魯克林區大多數的邊界位於內陸，但此區仍有數座橋梁與皇后區連結，包括科希丘什科大橋（屬於布魯克林-皇后區快速道路的一部分）、普拉斯基大橋，以及詹姆斯·拜倫紀念大橋（JJ Byrne Memorial Bridge），這些橋梁都通往皇后區的紐頓小灣（Newtown Creek）。海洋公園道路大橋則連結了布魯克林與洛卡威半島（Rockaway Peninsula）
布魯克林曾是長久以來的重要運輸港口，尤其是位於日落公園、作為美國陸軍補給倉庫使用的布魯克林陸軍總庫（Brooklyn Army Terminal）。大多數的貨櫃輪船已經移往紐澤西側的紐約港（New York Harbor）停靠，但布魯克林遊輪港（Brooklyn Cruise Terminal）繼續在紐約成長中的遊輪產業中扮演重要地位。
布鲁克林的主要渡轮服务由纽约市渡轮（NYC Ferry）提供，它沿着伊斯特河连接布鲁克林和其他各区。
約57%的布魯克林家庭擁有汽車，而整個紐約市的汽車持有率則為55%。

## 教育
有紐約市教育局，布鲁克林公共图书馆。

## 學校
布魯克林最有名的藝術學校為普瑞特藝術學院，是一所百年老校。
纽约大学（NYU）的布鲁克林校区位于布鲁克林市心（Downtown Brooklyn），该校区以工程学院为主。